# Museo civico archeologico Ubaldo Formentini
Il Museo civico archeologico Ubaldo Formentini è custodito nel castello San Giorgio a La Spezia. 

Il castello genovese risale ai secoli XIV-XVII e si trova sul colle che sovrasta il centro storico cittadino, dove è sorto il primo nucleo della città.

## Storia
Il Museo civico archeologico della Spezia è stato fondato nel 1873 grazie ad un primo nucleo di raccolte naturalistiche donate alla città da Cesare Podenzana (1840-1884). 

Con l'aiuto del geologo spezzino Giovanni Capellini, il museo accolse reperti archeologici venuti in luce durante gli scavi dei bacini e delle darsene dell'Arsenale Militare e i documenti riguardanti la storia della città. 

Il continuo accrescimento per l'afflusso di materiali archeologici, naturalistici ed etnologici ha comportato la necessità di ospitare le raccolte in ambienti più ampi. Vari sono stati così gli spostamenti della sede del Museo: dal piano terra del Teatro civico, alle case municipali di Corso Cavour, alla sede del Liceo cittadino, al Convento di Santa Chiara, al Palazzo Crozza fino all'attuale sede nel Castello di San Giorgio.
Quest'ultima collocazione è stata decisa dal Comune e dalla Soprintendenza per i Beni Architettonici della Liguria sulle basi del progetto F/O 1984 che sviluppa e concretizza un'idea già degli anni trenta del Novecento, dapprima per iniziativa del direttore Ubaldo Formentini, poi per quella dell'amministrazione comunale che, negli anni tra il 1938 e il 1939, aveva fatto ristrutturare il Convento di Santa Chiara per esporvi le raccolte museali. Il progetto non fu completato perché il convento andò distrutto durante i bombardamenti del 1943. 
Il recupero del rapporto tra il Castello di San Giorgio e la città moderna trova attuazione nell'ambito del più generale recupero del ruolo del centro storico cittadino con il suo particolare percorso culturale che si snoda lungo via del Prione per concludersi sulla collina del Poggio, nel Castello - Museo dei più antichi reperti del territorio.
A partire dal 2005 la struttura ospita un evento divulgativo interattivo, denominato Paleofestival, che permette ai bambini di sperimentare le attività quotidiane dell'antichità.

## La collezione
Il museo conserva numerosi reperti provenienti dal territorio locale, che offrono testimonianze dalla Preistoria al Medioevo. Le prime produzioni di statue stele risalgono al IV millennio a.C.
La visita è programmata secondo due percorsi complementari, conseguenti o alternativi: al piano inferiore sono ospitate testimonianze della vita del territorio dal pleistocene alla romanizzazione e sulla formazione della stessa raccolta museale, al piano superiore sono conservati i reperti romani provenienti dall'area di Luni (val di Magra) e già facenti parte della collezione Fabbricotti.

## Percorso museale
La visita al piano inferiore si apre con la presentazione della collezione archeologica acquisita dal Museo civico e raccolta dal geologo spezzino Giovanni Capellini che, alla seconda metà del XIX secolo, studiò materiali preistorici, protostorici e classici gettando le basi scientifiche della moderna archeologia grazie alla fitta rete di relazioni tra intellettuali di tutta Europa.

### Sala II
Nella  sala II ha inizio la sezione dedicata al territorio della Lunigiana: vi si trovano reperti di età neolitica come le accette levigate da San Bernardino, Palmaria e capo Corvo. 
Sono inoltre esposti i reperti eneolitici della Grotta dei Colombi dell'isola Palmaria, scavata negli anni 1869-70, e dalla Tana della Volpe di Equi Terme. Le cavità vennero utilizzate, nell'età del Rame, come sede del particolare rito funebre consistente nella deposizione dei cadaveri all'interno di grotticelle. I resti umani e la tipologia dei loro corredi (soprattutto monili formati da conchiglie e dell'industria su pietra ed osso) sono del tutto affini a quelli ritrovati in altre inumazioni neolitiche delle Alpi Apuane e del resto dell'Italia Settentrionale.

L'elemento di maggior importanza è però costituito dalla raccolta di statue stele presentata nelle due pedane perimetrali; le statue, pur denotando una caratteristica e specifica connotazione locale, si inseriscono nella corrente artistico-religiosa della statuaria antropomorfa europea presentando caratteri analoghi ad altri gruppi archeologici come quelli delle stele del Trentino-Alto Adige, Valle d'Aosta, Sardegna, Corsica, Svizzera e Francia.
Le stele sono state ritrovate a più riprese, a partire dal XIX secolo, nel bacino fluviale del Magra e dei suoi affluenti e documentano la nascita ed il fiorire della produzione nell'età del Rame (IV-III millennio a.C.) e nell'età del Ferro. Di questi originali, diciannove sono conservati al Museo ed esposti insieme ad alcuni confronti significativi realizzati in calco.

### Sala III
Nella  sala III sono ospitate le Steli dell'età del ferro. 

 Nelle vetrine sono inoltre esposti i ritrovamenti dell'età del Bronzo e del Ferro, provenienti anche da necropoli e da particolari abitati conosciuti come castellari. 

Le tombe ad incenerazione di Pegazzano, Ponzolo, Valdonica, Resceto e Limone Melara, sono presentate in espositori che mostrano nella parte inferiore la ricostruzione della struttura funeraria litica, la cosiddetta "cassetta", e nella superiore i resti ed il corredo funebre dei cremati.

### Sala I
Il primo percorso si conclude con l'esposizione, nella parte posteriore della  sala I, della sezione paleontologica e coi materiali provenienti dalle ville e dagli scali di Bocca di Magra (per concessione della Soprintendenza per i beni archeologici della Liguria) e di San Vito di Marola alla Spezia.

### Sala V
Il piano superiore è dedicato al periodo romano e medievale del territorio. 

Il percorso si apre con la sala V e l'esposizione degli elementi architettonici repubblicani ed imperiali provenienti dall'antica Luna, colonia dedotta nel 177 a.C. a conclusione delle guerre romano-liguri. 

Le cave di marmo delle Alpi Apuane, vennero presto sfruttate dai coloni e Luna divenne uno dei maggiori centri di esportazione di pregiata pietra da costruzione sino al generale riflusso del IV secolo d.C.. 

Dopo un periodo di ripresa, nell'anno 643, il longobardo Rotari distrusse Luna e la ridusse a semplice villaggio di superstiti.

I materiali di provenienza lunense provengono dalla collezione privata di Carlo Fabbricotti e del figlio Carlo Andrea, industriali del marmo, che sul finire del XX secolo indissero campagne di scavo per il recupero delle testimonianze romane arricchendo poi la propria collezione mediante l'acquisto di collezioni archeologiche private come quella della nobile famiglia sarzanese dei Gropallo.

### Sala VI
L'accesso alla sala VI introduce il pubblico nello spazio dedicato al culto ed al rituale funerario. La sezione riguardante il culto mostra arte, statue, frammenti di ex voto dedicati a Luna, Silvano, Ercole e Venere collocando in questo ambito diverse divinità di origini autoctone, romane ed orientali.

### Sala VII
L'ambiente successivo, la sala VII, oltre ad esporre altri elementi architettonici quali lacunari, antefisse e frammenti di lastre decorative da parete, contiene materiali inerenti alla vita sociale: vengono esposti oggetti che rimandano all'ambiente delle terme, del teatro o, comunque, a momenti di aggregazione come feste e rappresentazioni.

### Sala VIII
La sala VIII, con le statue, i ritratti e le sculture, si allaccia alla tematica della sala precedente per la percezione si sé da parte della società romana, della propria raffigurazione e della proiezione all'esterno di un'immagine accuratamente studiata per suggerire forza, equilibrio e nobiltà, ma anche un sobrio gusto per il lusso. 

I raffinati busti di Tiberio e di un principe giulio-claudio erano concepiti, qui come nel resto dell'impero, per essere esposti nei luoghi pubblici con finalità di propaganda politica.

### Sala IX
La sala IX è dedicata alle dimore e alla vita dei ceti signorili. Si trovano frammenti di particolari strutture, gli esempi di decorazione parietale, l'oggettistica di pregio e costosi ornamenti personali.

### Sala X

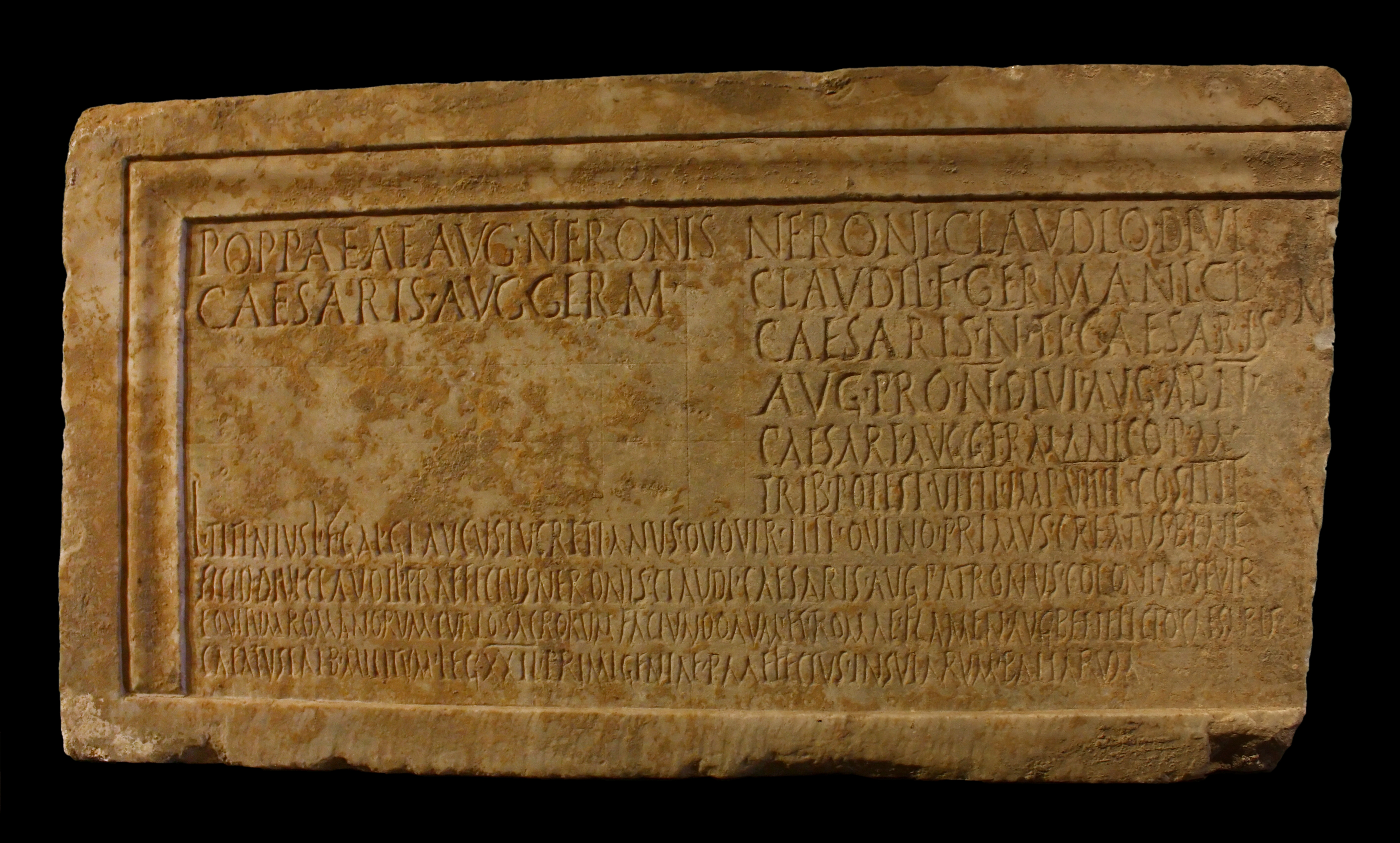
Iscrizione di L.Glauco Lucreziano
con dedica a Nerone, Poppea e forse alla loro divinizzata figlia Claudia Augusta
65 d.C., Teatro di Luni

Proseguendo lungo il corridoio della sala X si trovano a destra alcune lapidi evergetiche. 

Notevoli sono i resti di un grande e ricco pavimento musivo con raffigurazioni di una pantera fra delle palme,  maschere teatrali, e geni alati. 
A sinistra sono invece esposte interessanti basi dedicatorie già collocate nel triportico del Capitolium e più tardi riutilizzate nella costruzione della Cattedrale da dove vennero recuperate durante gli scavi condotti dal Groppallo nel 1891. 
In alcune di queste basi è evidente la pratica della damnatio memoriae che, a seguito di rivolgimenti politici, consisteva nel scalpellare il nome del personaggio di cui si voleva cancellare il ricordo.

### Sala XI
La piccola sala XI, nella troniera, è invece dedicata alla vita comune, all'instrumentum domesticum (esempi di vasellame da cucina e da mensa in terracotta, vetro, bronzo e pietra ollare) e al mondo della produttività con numerosi reperti inerenti alle lavorazioni del vetro e del marmo, alla pesca e alla carpenteria.

Le varie ceramiche provengono da Luni e coprono un arco cronologico che va dal II sec. a.C. all'Alto Medioevo, soprattutto nel periodo compreso tra la metà del I sec. a C. e il III d.C.

### Il corridoio finale
Il corridoio di uscita vede esposte le testimonianze ultime della vita di Luni con frammenti marmorei provenienti dalla Cattedrale e reperti databili all'alto Medioevo.

Particolare rilevanza viene data agli elementi suntuari del VI-VII secolo tra i quali spicca la serie di trentuno lamine auree che dovevano essere cucite come ornamento di un capo di vestiario o di un accessorio.

## Fonte
- Parte del testo di questa voce proviene da "Museo civico della Spezia", voce pubblicata in GFDL e CC-BY-SA su Wikispedia.